# نیلوفر آبی گیگانتی
 نیلوفر آبی گیگانتی(نام علمی: Nymphaea gigantea) نام یک گونه از سرده نیلوفر آبی است.